# Yukon International Storytelling Festival
Das Yukon International Storytelling Festival, eine internationale Zusammenkunft von Geschichtenerzählern im kanadischen Yukon, fand jedes Jahr im Sommer in der Hauptstadt Whitehorse statt. Sein Akzent lag auf den Erzählungen der Völker, die rund um den Nordpol leben, vor allem der First Nations, der Alaska Natives und der Eskimos, aber auch nordsibirischer Völker.
Es wurde von Angela Sidney (1902–1991) initiiert, die zu den Tagish zählte und Mitte der 1980er Jahre das 1979 gegründete Festival of Storytelling in Toronto besucht hatte. Als eine der letzten Tagish-Sprecherinnen wollte sie die Geschichten ihres Volkes erzählen. Die Planungen zum Festival begannen 1987, im folgenden Jahr fand es zum ersten Mal statt. Erzähler aus aller Welt besuchen Whitehorse.
Angela Sidney hatte kurz nach ihrer Geburt im Jahr 1902 drei Namen erhalten, einen in Tagish, Ch'óonehte' Ma, einen in Tlingit, Stóow und einen in Englisch, Angela. Entsprechend ihrer kulturellen Umgebung wuchs sie in Carcross dreisprachig auf. Ihre Mutter war Tlingit, ihr Vater Tagish, eine bei den Tagish häufige Verbindung. Ihr Vater war mit Skookum Jim, Kate Karmack und Dawson Charlie verwandt, die durch ihre Funde den Klondike-Goldrausch ausgelöst hatten. Sie besuchte zwischen ihrem 7. und 10. Lebensjahr die Missionsschule in Carcross. Mit 14 heiratete sie George Sidney, der später Häuptling wurde, gebar sieben Kinder, von denen vier starben. Nach dem Tod ihres Mannes 1971 ging sie zu ihren Verwandten nach Alaska. Sie lernte die Tagish-Geschichten ihrer Mutter und die Tlingit-Geschichten ihrer väterlichen Verwandtschaft. Bald erzählte sie ihre Geschichten in Schulen und besuchte 1984 das Geschichtenerzählerfestival in Toronto. 1986 erhielt sie als erste indigene Frau des Yukon den Order of Canada. Sie arbeitete mit Linguisten zusammen, vor allem mit Julie Cruiksbank, die ihre Sammlungen publizierte.
1988 waren 16 der 23 vertretenen Sprachen solche der Ureinwohner. 1991 erhielt das Festival seinen heutigen Namen. 1992 kam es zu diplomatischen Verwicklungen im Zusammenhang mit den geladenen russischen Gästen, im folgenden Jahr zerstörte ein verheerender Sturm die Zelte, 1994 stand das Festival fast vor dem finanziellen Ende. 
In kleinerem Rahmen wurde es 1995 fortgesetzt und konnte erstmals sogar einen Gewinn erzielen. Seit 1998 wird es vom Canada Council unterstützt. 2005 verteilten sich die Aktivitäten bereits auf zwölf Zelte, unter diesen war ein japanisches Trommelensemble, eine Capoeiragruppe, 2006 trat eine mongolische Erzählergruppe auf.
2008 fand das Festival erstmals nicht draußen statt, sondern im Yukon Arts Center, wobei Eskimo-Kehlgesang, ein akadischer Geschichtenerzähler und der Gründer des Festivals in Toronto, Dan Yashinsky anwesend waren, ebenso wie Ida Calmagane, die Tochter der 1991 verstorbenen Festivalgründerin.